# Armenia (singolo)
Armenia è un singolo della cantautrice italiana Joan Thiele pubblicato il 25 agosto 2017.

## Video musicale
Il video musicale, diretto da Giulia Achenza e Giada Bossi, è stato pubblicato contestualmente all'uscita del singolo sul canale YouTube della cantante.

## Tracce
Testi e musiche di Joan Thiele.
1. Armenia – 2:57